# Dipogon lignosus
Dipogon lignosus là một loài thực vật có hoa trong họ Đậu. Loài này được (L.) Verdc. miêu tả khoa học đầu tiên.